# بيل جونسون (كاتب)
بيل جونسون (بالإنجليزية: Bill Johnson)‏‏ (1956 في داكوتا الجنوبية - ) كاتب، وكاتب خيال علمي، وروائي من الولايات المتحدة.

## الجوائز
- جائزة هوغو لأفضل رواية